# جمعية نقاء لمكافحة التدخين
تأسست الجمعية الخيرية لمكافحة التدخين «نقاء» في المملكة العربية السعودية بموجب قرار وزير العمل والشؤون الاجتماعية بتاريخ 26/12/1406هـ، وتعمل طبقاً لأحكام لائحة الجمعيات والمؤسسات الخيرية الصادرة بقرار مجلس الوزارة وقواعدها التنفيذية الصادرة بقرار وزير العمل والشؤون الاجتماعية والتعليمات الصادرة بمقتضاها. ويشرف على أدائها المالي والإداري مجلس إدارة مكوّن من (9) أعضاء يتم انتخابهم كل أربعة أعوام.

## أهداف الجمعية
تطوير الشراكات الإستراتيجية مع الجهات الحكومية المعنية، ومؤسسات المجتمع المدني والمساهمة نحو تحقيق الأهداف الاستراتيجية التالية:
1. خفض نسبة التدخين في الأماكن العامة إلى (صفر %) خلال اربع سنوات.
2. تقليل المدخنين في المجتمع رجالاً ونساءً بنسبة (1%) سنوياً.
3. تحقيق نسبة نجاح في مساعدة المدخنين على الإقلاع عن التدخين بنسبة لا تقل عن (60%) من مراجعي عيادات الجمعية.

## الرؤية
الريادة والإبداع في مكافحة التدخين، وصولاً لحياة سعيدة ملؤها النقاء والصحة وسلامة المجتمع.

## رسالة الجمعية
توعية المجتمع من آفة التدخين، وتفعيل أنظمة المكافحة، وتقليل عدد المدخنين بالتقارب الإيجابي، وصولاً لحياة نقية.

## تاريخها
توسعت الجمعية منذ نشأتها إلى 6 مراكز داخل وخارج مدينة الرياض كالدمام والأحساء وحائل، بالإضافة إلى قسم النسائي وفي عام 1418هـ قامت الجمعية بنقلة نوعية، حيث لم يقتصر دورها على التوعية فقط من أضرار هذه الآفة، بل افتتحت عيادات لمساعدة الراغبين للإقلاع عن التدخين.

## مشاريع الجمعية
هذه بعض من مشاريع الدمعية:
- مشروع «المناطق البيضاء»
- رياض بلا تدخين (2006 إلى 2016)
- مشروع تحصين (2015م)
- مشروع حماية (2016)
- مشروع بطاقات«أنت مني» العلاجية (2018م)
- مشروع «علاج السجناء» (2018م – 2019م)
- مشروع أجيال نقية (2018م – 2019م)
- مشروع شبابنا أنقى (2019م)

## مبادرة العيادة الطبية الإفتراضية
أطلقت الجمعية مبادرة العيادة الطبية الإفتراضية، لتقديم خدمة نوعية ومميزة في مجال مكافحة التدخين، وهي خدمة مجتمعية توفرها بهدف تسهيل الوصول إلى جميع شرائح المجتمع من المدخنين لمساعدتهم في الإقلاع عن التدخين، حيث تربط المستفيد بالطبيب لمباشرة علاج حالته ومتابعتها إضافة إلى تمتعه بجميع الخدمات العلاجية المتاحة، وهي مقسمة إلى غرف علاجية وتوعوية متعددة، بإشراف مباشر من فريق من أمهر المعالجين الصحيين وفق البروتوكول السعودي للإقلاع عن التدخين.